# Huamantla
Huamantla ( wama'ntla) é a cidade principal e sede administrativa do município de Huamantla, no estado mexicano de Tlaxcala. Segundo o censo de 2010 do Instituto Nacional de Estatística e Geografia, possui uma população de 51.996 habitantes, o que a torna a segunda cidade mais populosa do estado. Sua população atual é estimada em 57 732 habitantes, segundo o Conselho Nacional de População. Desde 14 de agosto de 2007, é reconhecida pela Secretaria de Turismo do México como um Povoado Mágico.
Fundada em 18 de outubro de 1534, por instrução de Antonio de Mendoza, tinha por nome San Luis Huamantla. Durante a intervenção estadunidense no México, foi um lugar estratégico, devido à sua comunicação com o porto de Veracruz, de modo que o Exército dos Estados Unidos tomou a cidade em 8 de outubro de 1847, levando a cabo a Batalha de Huamantla. Em 12 de agosto de 1953 a cidade recebeu o título de "heroica" devido às ações empreendidas em tal batalha.
Graças a sua localização, entre a cidade do México e Veracruz, se construiu na cidade uma linha de trem ligada à rota México-Veracruz, o que permitiu o desenvolvimento da economia local, transformando a cidade em importante centro agropecuarista do país. Durante a Guerra da Reforma, Huamantla foi convertida na capital de Tlaxcala brevemente pelas forças conservadores em 1858. Em 1863, a cidade foi tomada pelos franceses e a sede do governo estadual retornou a Tlaxcala após a expulsão destes. O General Antonio Rodríguez Bocardo estabeleceu, em 1866, uma sede política e militar em Huamantla.
Atualmente, Huamantla é um importante centro turístico dos setores naturais, culturais e religiosos do estado, o que tem contribuído para seu desenvolvimento social, cultural, político e econômico. Em 2014, a cidade recebeu um reconhecimento da Secretaria de Meio Ambiente e Recursos Naturais pelo melhoramento e pela proteção de seus recursos naturais.

## Toponímia
Huamantla deriva da palavra náhuatl cuahuitl-man-tla, a qual tem origem nos vocábulos cuahuitl (árvore), man (alinhado) e da proposição locativa tla que denota abundância; assim sendo, Huamantla significa "Lugar de árvores alinhadas".

## História

### Período pré-hispânico

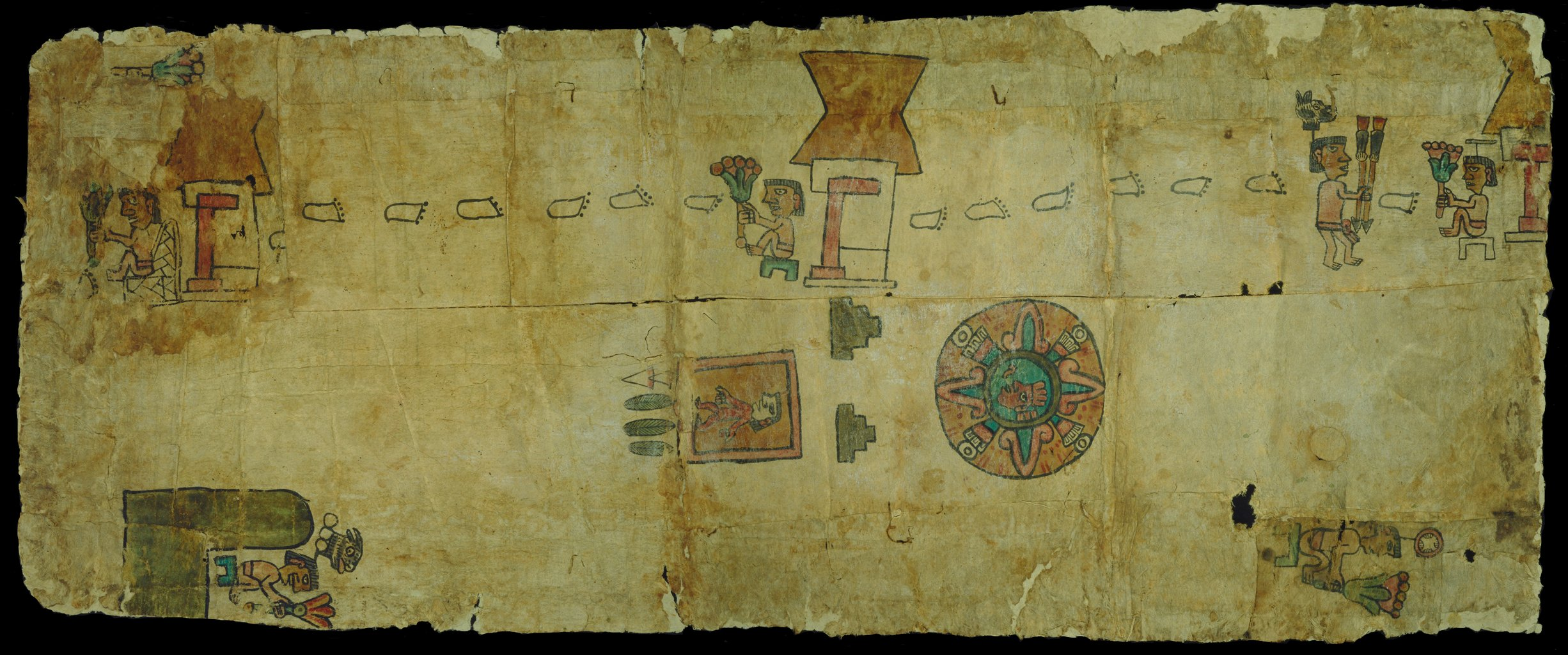
Códice de Huamantla, que conta a história do povo otomí.

O primeiro assentamento humano registrado na região foi ao sul da cidade atual. Se converteu em um dos treze povos que formaram uma união política entre 1800 e 1200 a.C. e, em seu apogeu, teve uma população de cerca de 3.500 habitantes. O povoado indígena de Huamantla se estendia sobre una superfície de três a cinco hectares. O centro regional de poder mais próximo estava localizado numa região que agora é o sítio arqueológico de Los Cerritos de Natividad, a leste de Huamantla; sua influência se estendia a outras quatorze comunidades. Esta época é marcada pela construção da pirâmide e dos centros urbanos planificados.
O povo otomí, segundo o códice de Huamantla, chegou no morro de Tiltepec e combateu os otomiés de Atlangatepec, que haviam chegado antes à região e desenvolveram a agricultura no local. Os otomiés cultivavam milho, pimenta, feijão, tomate e abacate. Possuíam especial cuidado com o cultivo de agave, do qual extraíam um líquido que era consumido nas celebrações religiosas e como estimulante antes dos combates.

### Período colonial

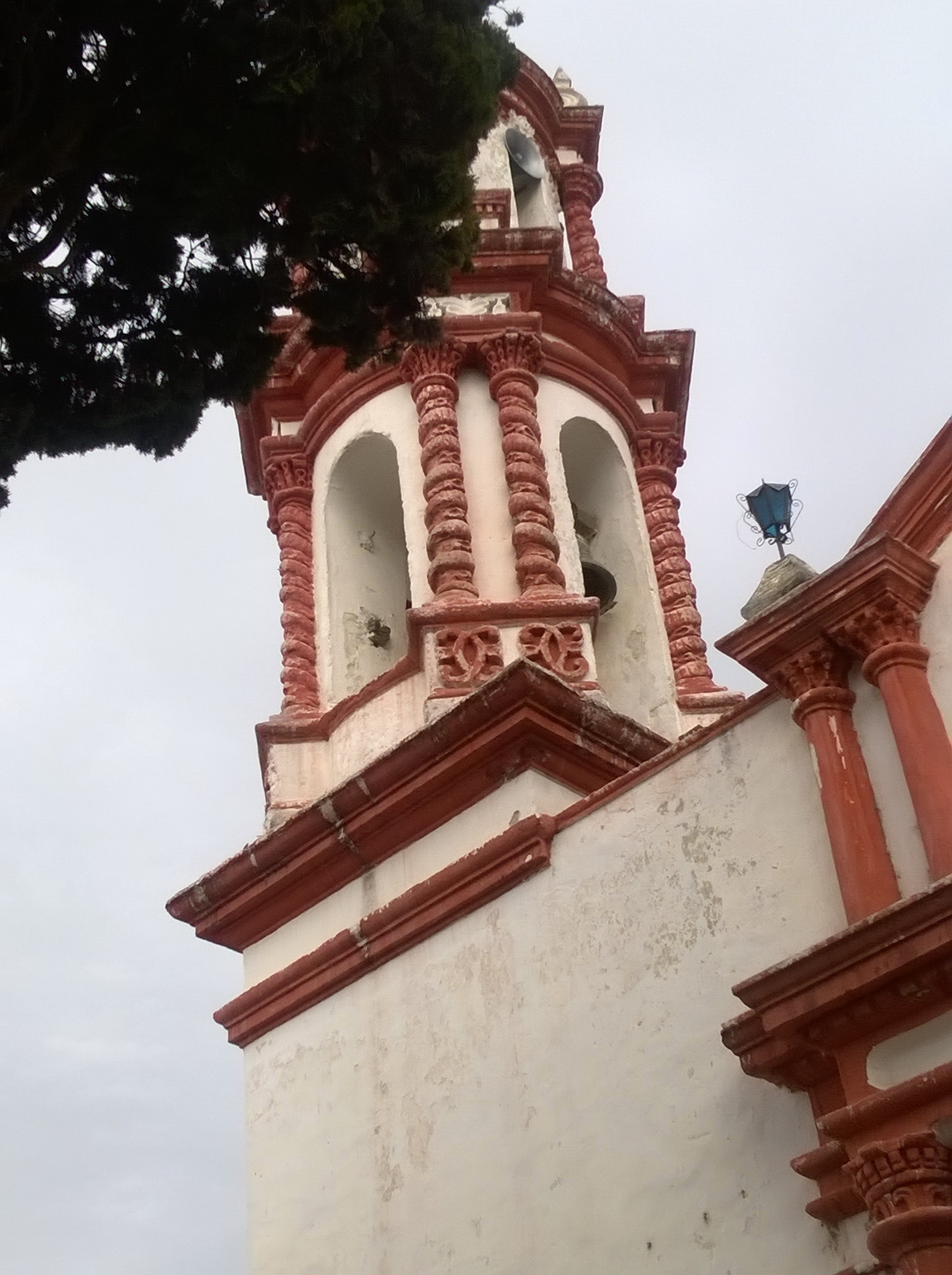
Templo de Santa Cruz, primeira paróquia de San Luis Obispo, trasladada para sua localização atual no final do século XVI.

Por instrução do vice-rei, don Antonio de Mendoza, o governador de Tlaxcala, na presença dos caciques locais, sinalizou o lugar onde seria fundada a cidade de San Luis Huamantla, oferecendo os lotes correspondentes aos fundadores nomeados por sua majestade. Huamantla, por ser parte da província de Tlaxcala, deveria ser habitada exclusivamente por tlaxcaltecas y otomíes, em conformidade à real cédula que foi outorgada pelo imperador Carlos V em 1535 aos tlaxcaltecas. Sem embargo, o privilégio e a promessa real seriam quebrados; primeiro pelo vice-rei don Antonio de Mendoza e depois por Felipe II, sucessor de Carlos V. O vice-rei don Antonio de Mendoza outorgou várias concessões de terras a espanhóis entre 1539 e 1543.

### Independência

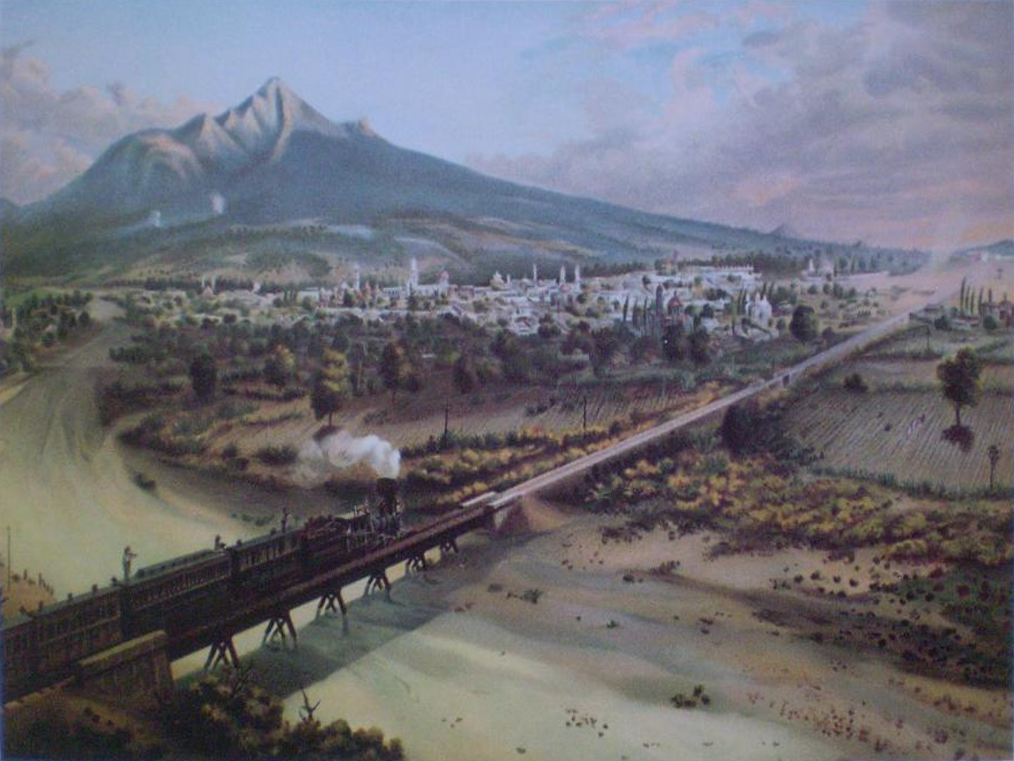
Huamantla até 1877.

Para os huamantlecos, não foi fácil participar nas fileiras insurgentes, uma vez que o centro monarquista de Puebla sufocava rapidamente qualquer surto de rebeldia. Apesar disso, vários cidadãos de Huamantla se uniram às fileiras de Vicente Gómez, que enfrentou várias batalhas com o coronel De la Concha em Huamantla, Tlaxco e Calpulalpan. O principal integrante foi o sacerdote Miguel Valentín, líder da facção de Puebla e que também desempenhava o papel de padre em Huamantla. Este não hesitou em usar a influência religiosa que exercia sobre os cidadãos de Huamantla, arrastando o próprio prefeito para suas fileiras. Convenceu o prefeito e os vereadores a enviar uma "representação" ao Congresso Constituinte, no qual deram seu consentimento para a anexação de Tlaxcala a Puebla.

### Invasão estadunidense

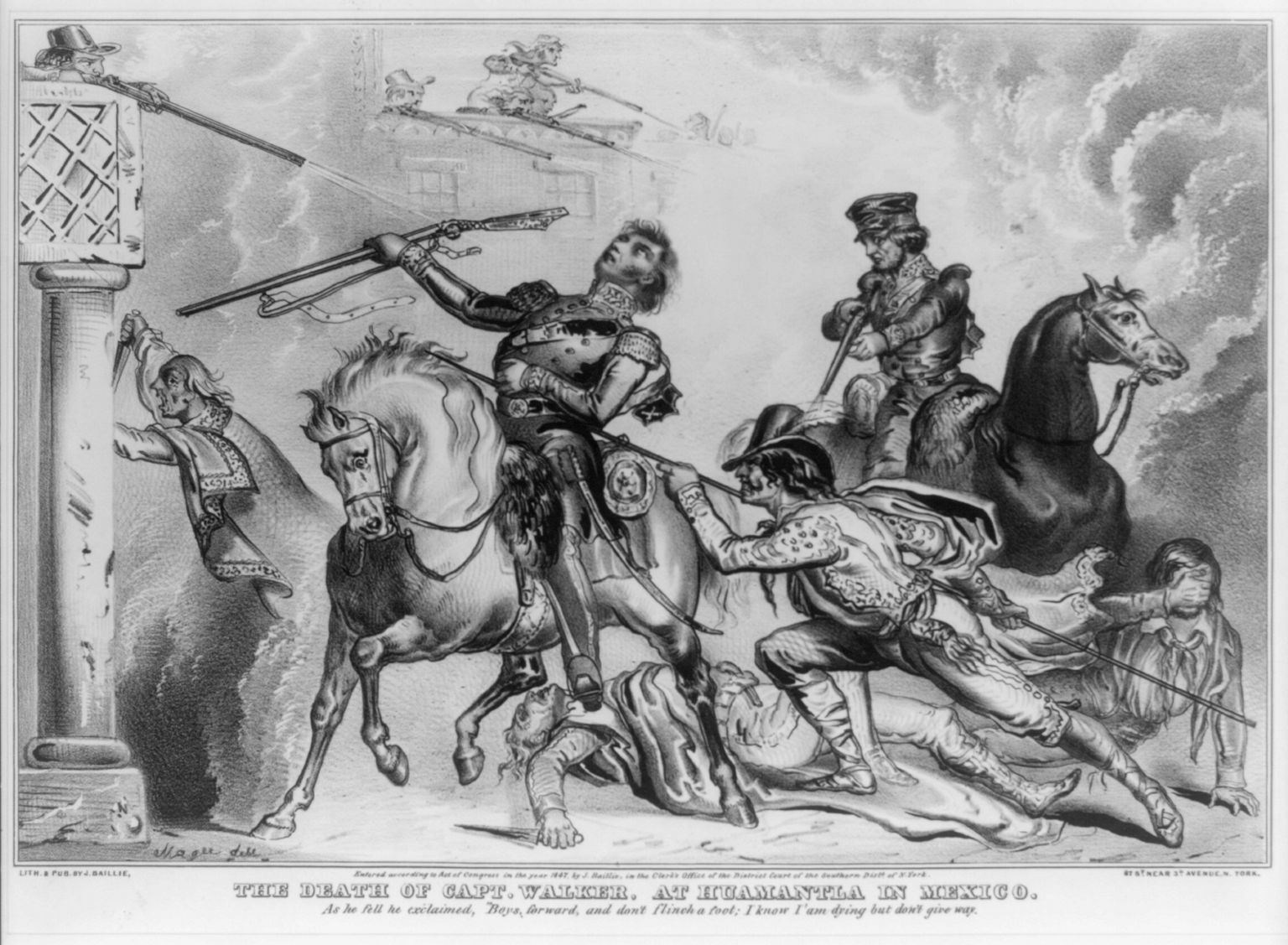
Representação da morte do capitão Walker na Batalha de Huamantla.

A Batalha de Huamantla foi um enfrentamento armado ocorrido durante a intervenção dos Estados Unidos no México que obrigou ao exército mexicano desistir do Sítio de Puebla. 

### A Reforma
Durante a Guerra da Reforma, o presidente dos conservadores, Félix María Zuloaga, determinou que Tlaxcala voltaria à condição de província, declarando Huamantla capital do estado em 1858. Em 1863, a capital voltou a ser Tlaxcala após a expulsão dos franceses. Durante o resto do século, a cidade cresceu com a construção de uma linha férrea, que permitiu que as fazendas tivessem acesso aos mercados da cidade do México e dos estados de Puebla, Hidalgo y Veracruz.
Em 1866 o general Juan N. Méndez nomeou o general Antonio Rodríguez Bocardo como governador e comandante militar de Tlaxcala, estabelecendo a sede política e militar de seu governo em Huamantla. A cidade e suas fazendas ofereceram todos os recursos disponíveis para expulsar as tropas imperiais.

### Revolução mexicana
Durante a Revolução Mexicana, Huamantla adquiriu fuzis para acabar com focos da rebelião. Em 11 de fevereiro de 1911, forças federais de Huamantla, Chiautempan e Zacatelco conjuntamente com o primeiro corpo de camponeses, derrotaram os rebeldes na linha de San Pablo del Monte até os terrenos de Huamantla. Nos primeiros dias de julho, a maioria das prefeituras, — entre elas a de Huamantla —, declararam sua rendição, de acordo com a circular emitida pelo Ministério do Interior, na qual se recomendava que a opinião pública fosse respeitada, nomeando autoridades originárias dos grupos revolucionários. Huamantla passou a ser dominada pelos mais importantes pecuaristas do estado. Em abril de 1914 ocorre a invasão norte-americana ao porto de Veracruz; Huamantla imediatamente colocou em atividade um banco de sangue sob a bandeira da Cruz Vermelha.

### Período contemporâneo
A telefonia foi estabelecida no município em 1932. Os meios de comunicação se estabeleceram na mesma época com a fundação de jornais e da rádio XEHT, que realizou sua primeira transmissão em 20 de novembro de 1949. Os primeiros vôos para a cidade ocorreram em 1953. Em 1942 se estabeleceu uma planta industrial de leite em pó e de creme pela empresária Ana María Rico e também a fábrica de biscoitos Isabel, sucursal daquela de Puebla.

## Geografia
Se localiza na região Oriente-Huamantla, também chamada de Grande Planície de Huamantla, no Eixo Neovulcânico, a 2.500 metros acima do nível do mar, sendo assim uma das dez cidades mais elevadas do México. Está a apenas 45 quilômetros a leste da capital do estado, a 74 km da cidade de Puebla, a 165 km da cidade do México e a 507 km de Acapulco. Suas coordenadas são 19° 18′ 46″ N, 97° 55′ 18″ O.

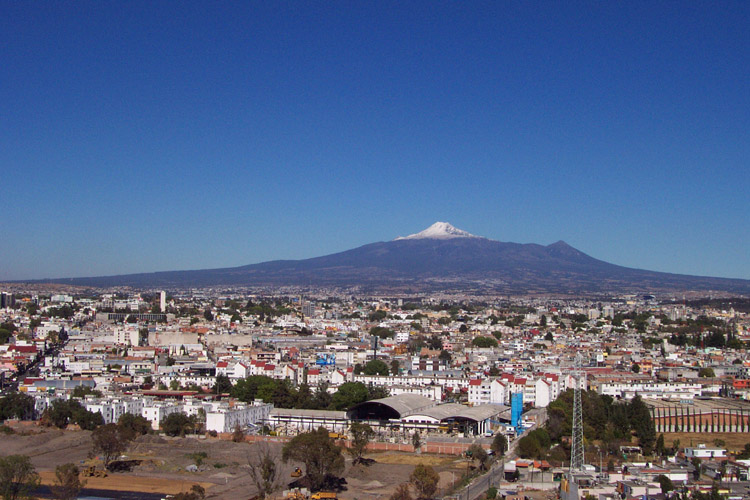
Grande Planície de Huamantla

De acordo com o  Instituto Nacional de Estatística e Geografia, o município de Huamantla possui uma superfície de 340 quilômetros quadrados, dos quais 30,5 correspondem à cidade de Huamantla. Os recursos hídricos consistem basicamente em córregos com vazão durante a estação chuvosa. O córrego Amomoloc percorre aproximadamente 3,5 quilômetros, na direção sul-norte. Há também os arroios de Tecoac, Xonemila, San Lucas e Los Pilares e 62 poços artesianos, dos quais 16 são usados para o serviço municipal e o restante para a irrigação. Em relação à temperatura, o clima da cidade é considerado semi-seco temperado, com regime de chuvas nos meses de maio, junho, agosto e setembro. Os meses mais calorosos são março, abril e maio. A direção dos ventos em geral é do sudoeste para o noroeste. A temperatura média mínima anual é de 5,4° C e a máxima é de 23,2°C. A precipitação média mínima registrada é de 6,3 milímetros e a máxima é de 119,2 milímetros.

## Política

Município de Huamantla, no estado de Tlaxcala, segundo o Instituto Nacional de Estatística e Geografia.

A cidade de Huamantla é a sede do município de Huamantla, um dos 60 municípios de Tlaxcala, que se encontra a leste do estado e ocupa uma superfície total de 354km². Em 2010, o município tinha uma população de 84.979 habitantes, dos quais 61,18% moravam na sede municipal e o resto nas localidades de Ignacio Zaragoza, San José Xicohténcatl, Benito Juárez, etc.
A autoridade municipal está constituída por um governo local integrado por um prefeito (também chamado de presidente municipal), conselheiros e curadores. O atual presidente municipal é Jorge Sánchez Jasso do Partido Revolucionário Institucional (PRI), eleito para o mandato de 2017 a 2021. Em relação ao Poder Judiciário, Huamantla pertence ao distrito de Juárez, com sede na própria cidade.
Huamantla pertence aos seguintes distritos eleitorais:
- Distrito eleitoral local: Pertence ao Distrito 10 e 11, ambos com sede em Huamantla;[19] atualmente representados por José María Méndez Salgado e Ramiro Vivanco Chedraui do Movimento Regeneração Nacional
- Distrito eleitoral federal: Pertence ao Distrito I, com sede em Apizaco;[19] atualmente representado por Jose de la Luz Sosa Salinas do Movimento Regeneração Nacional

## Demografia
Segundo o Censo de 2010 realizado pelo Instituto Nacional de Estatística e Geografia, a cidade contava até então com um total de 51.996 habitantes, dos quais 24.929 eram homens e 27.067 eram mulheres.
| Evolução demográfica de Huamantla |
| |
| Resultado dos censos do Instituto Nacional de Estatística e Geografia de 1900 a 2010. População para 2017 segundo projeções do Conselho Nacional de População. |

## Serviços públicos

### Educação
Huamantla tinha uma população analfabeta de 3.710 pessoas acima de 15 anos em 2010,, o que significa que a taxa de alfabetização da cidade era de 66,8%, cifra muito menor da média estatal de 90,15%, e da média nacional de 92,8%. Ainda segundo o censo de 2010, a cidade possuía 54 escolas de nível pré-escolar, 55 de nível primário, 22 de nível secundário e 4 de nível preparatório. A educação superior é oferecida no município pela Universidade Tecnológica de Tlaxcala, pelo Instituto Franciscano do Oriente e pela Universidad Autónoma de Tlaxcala, que oferece os cursos como veterinária e zootecnia.

### Transporte

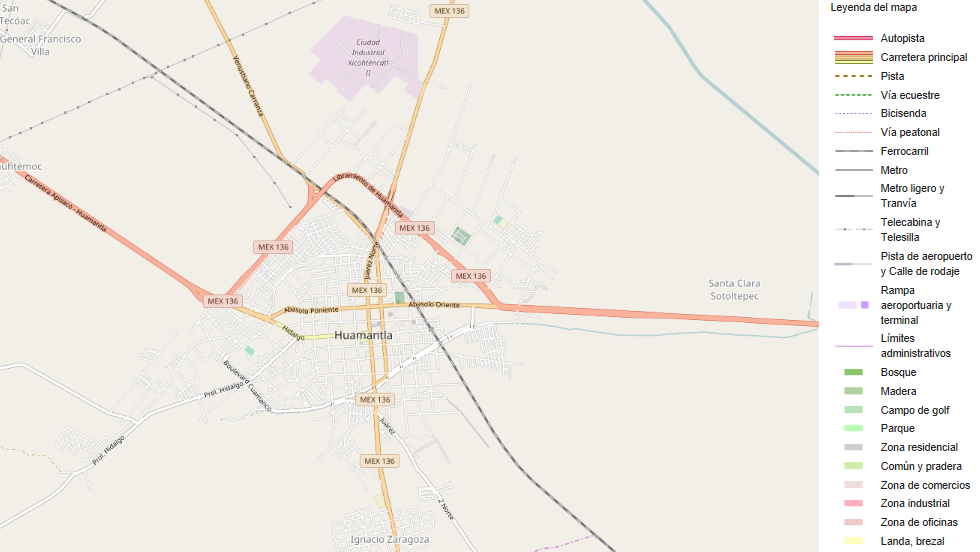
Rede viária de Huamantla.

A estrada federal 136 Huamantla-La Venta e Huamantla-Terrenate, são as principais vias de acesso da cidade, já que permite oferecer uma rede de distribuição de bens e serviços com a cidade de Apizaco. O rodoanel de Huamantla facilita o traslado diário de tlaxcaltecas com o porto de Veracruz.

### Saúde
Segundo o censo de 2010, a população beneficiária de serviços de saúde era de 55.049, das quais 11.688 pertenciam ao Instituto Mexicano do Seguro Social, 3.584 ao Instituto de Segurança e Serviços Sociais dos Trabalhadores do Estado, 39.026 aos seguros oferecidos pela PEMEX ou pela Secretaria da Marinha, 115 ao Seguro Popular e 1.037 a outras instituições, tais como os seguros privados de saúde.

### Água e eletricidade
Os serviços públicos de encanamento, drenagem, esgoto e eletricidade são escassos na cidade. O serviço de água potável está a cargo da Comissão de Água Potável e Esgoto do Município de Huamantla, enquanto a Comissão Federal de Eletricidade é responsável pela eletricidade e pela iluminação pública.

## Cidades-irmãs
A cidade de Huamantla está irmanada com as seguintes cidades ao redor do mundo:
- Tuxtepec, México (2013)[37]
- Acapulco, México (2011)[38]
- Taipei, Taiwan (2011)[39]
- Cuapiaxtla, México (2011)[40]
- Zacatlán, México (2013)[41]
- Taxco de Alarcón, México [42] (2011)
- Tlapanalá, México (2013)[41]
- San Pablo del Monte, México (2013)[41]
- Puebla, México (2014)[43]
- Atlixco, México (2014)[44]
- San José Chiapa, México (2015)[45]
- Perote, México (2015)[46]
- Uriangato, México (2016)[47]
- Bustamante, México (2016)[48]
- Candela, México (2016)[49]